# Żytopole
Żytopole – dawny zaścianek. Tereny, na których leżał, znajdują się obecnie na Białorusi, w obwodzie witebskim, w rejonie szarkowszczyńskim, w sielsowiecie Jody.

## Historia
W czasach zaborów zaścianek w powiecie dzisieńskim, w guberni wileńskiej Imperium Rosyjskiego.
W latach 1921–1945 zaścianek leżał w Polsce, w województwie wileńskim, w powiecie dziśnieńskim (od 1926 w powiecie brasławskim), w gminie Jody.
Według Powszechnego Spisu Ludności z 1921 roku zamieszkiwało tu 13 osób, 2 prawosławnego a 11 staroobrzędowego. Jednocześnie 7 mieszkańców zadeklarowało polską a 6 białoruską przynależność narodową. Były tu 2 budynki mieszkalne. W 1931 w 4 domach zamieszkiwało 28 osób.
Wierni należeli do parafii rzymskokatolickiej w Borodzieniczach i prawosławnej w Jodach. Miejscowość podlegała pod Sąd Grodzki w Brasławiu i Okręgowy w Wilnie; właściwy urząd pocztowy mieścił się w Jodach.